# Palace Vodka
Palace Vodka – wódka powstała na bazie spirytusu ziemniaczanego, produkowana przez Polmos Białystok.

## Surowiec
Palace jest produkowana ze spirytusu ziemniaczanego. Obecnie, wyrób wódek z tego surowca należy do rzadkości, ze względu na wysoki koszt produkcji. Wódkę z ziemniaków produkowano od czasów sprowadzenia bulw tego warzywa do Polski przez króla Jana III Sobieskiego po odsieczy wiedeńskiej. Od tego czasu z pewnym przybliżeniem można datować użycie ziemniaków do produkcji alkoholu, a popularność tego surowca w Polsce stopniowo rosła. Przed II wojną światową, 90% alkoholu wyrabianego w rolniczych gorzelniach na terenie kraju było produkowane właśnie z ziemniaków.

## Opakowanie
Inspiracją do powstania wódki Palace Vodka był siedemnastowieczny Pałac Branickich w Białymstoku, nazywany "Wersalem Północy". Widnieje on na butelce produktu, która zaprojektowana została przez Pieta Halberstadta.

## Uznanie międzynarodowe
Palace Vodka charakteryzuje się delikatnym smakiem, który doceniony został w polskich i międzynarodowych konkursach wyrobów spirytusowych, np. Monde Selection lub International Wine and Spirits Competiton.